# اختر درخشنده
اختر درخشنده (زادهٔ ۲۱ اردیبهشت ۱۳۲۱ در کرمانشاه – درگذشتۀ ۳۰ اردیبهشت ۱۴۰۰ در کرمانشاه)، معلم، سیاست‌مدار و نماینده دورهٔ چهارم مجلس شورای اسلامی در حوزه انتخابیه شهرستان کرمانشاه بود.

## راهیابی به مجلس شورای اسلامی
اختر درخشنده نخستین زنی بود که از استان کرمانشاه به عنوان نماینده به مجلس شورای اسلامی راه یافت. او در انتخابات چهارمین دورۀ مجلس شورای اسلامی در سال ۱۳۷۱ موفق شد به دور دوم انتخابات راه یافته و در دور دوم ۳۳۹۳۰ رأی، برابر با ۲۶/۶ درصد از آرا را به دست بیاورد. دو نمایندۀ‌ دیگر شهر کرمانشاه در آن دوره، اسماعیل ططری و سید آیت موسوی اجاق بودند.

## زندگی نامه
اختر درخشنده در ۲۱ اردیبهشت ۱۳۲۱ در شهر کرمانشاه به دنیا آمد. وی پس از اخذ دیپلم و گذراندن دورۀ تربیت معلم به استخدام آموزش و پرورش درآمد.
درخشنده فعالیت‌های سیاسی را از سال ۱۳۵۵ آغاز کرد. او پس از پیروزی انقلاب و در سال ۱۳۵۷ به سمت مدیریت تربیت معلم منصوب شد و تا سال ۱۳۷۱ در این سمت باقی ماند. درخشنده در این سال در انتخابات دوره چهارم مجلس شورای اسلامی نامزد شد و موفق شد به عنوان نمایندۀ مردم شهر کرمانشاه به مجلس شورای اسلامی راه یابد. اختر درخشنده اولین زن کرد بود که بعد از انقلاب از مناطق کردنشین ایران به مجلس شورای اسلامی راه یافت.
اختر درخشنده در مجلس چهارم به عضویت کمیسیون آموزش و پرورش درآمد. او با حکم رئیس مجلس  و رئیس‌جمهور وقت به مدت چهار سال به عضویت شورای فرهنگی اجتماعی زنان در شورای عالی انقلاب فرهنگی منصوب شد. او در تصویب طرح‌ها و لوایح متعددی نقش داشت که از آن میان می‌توان به موارد زیر اشاره کرد:
قانون تشکیل شوراهای آموزش و پرورش در استان‌ها و شهرستان ها، قانون بیمۀ همگانی خدمات درمانی کشور، لایحۀ استخدام ۵۰۰۰ آموزشیار سوادآموزی، قانون تأمین زنان و کودکان بی سرپرست، قانون ترویج تغذیه با شیر مادر و حمایت از مادران در دوران شیردهی، قانون تنظیم خانواده و جمعیت، طرح حمایت از زنان خودسرپرست، طرح اصلاح قانون نیمه‌وقت کارکنان زن و تقلیل ساعت کار آنان،  طرح  ممنوعیت استفادۀ ابزاری از زنان در مطبوعات، طرح تشکیل کمیسیون زنان، جوانان و خانواده.
اختر درخشنده پس از پایان مجلس چهارم در خرداد ۱۳۷۵ به سمت مشاور عالی وزیر آموزش و پرورش منصوب شد و سه سال در این سمت باقی ماند تا اینکه در سال ۱۳۷۷ از آموزش و پرورش بازنشسته شد. او پس از بازنشستگی نیز به عنوان مشاور رئیس سازمان بهزیستی و مسئول امور بانوان آن سازمان منصوب شد.

## درگذشت
اختر درخشنده در روز ۳۰ اردیبهشت ۱۴۰۰ درگذشت.

## یادکرد
1. 1 2  خبرگزاری کُردپرس: درگذشت نمایندۀ کرمانشاه در دورۀ چهارم مجلس، نوشته‌شده در ۳۰ اردیبهشت ۱۴۰۰؛ بازدید در ۳۱ اردیبهشت ۱۴۰۰.
2. ↑  «اختر درخشنده». مرکز پژوهش‌های مجلس شورای اسلامی. بایگانی‌شده از اصلی در ۹ فوریه ۲۰۱۸. دریافت‌شده در ۹ فوریه ۲۰۱۸.
3. ↑  «اختر درخشنده». موج حضور (مرکز اطلاع‌رسانی انتخابات). بایگانی‌شده از اصلی در ۲۴ فوریه ۲۰۱۸. دریافت‌شده در ۲۳ فوریه ۲۰۱۸.
4. ↑  «زنان و شش دوره نمايندگى مجلس شوراى اسلامى». ماهنامۀ پیام زن، نوشتۀ مریم ارشدی. خرداد ۱۳۹۴. بایگانی‌شده از اصلی در ۲۴ فوریه ۲۰۱۸. دریافت‌شده در ۲۳ فوریه ۲۰۱۸.
5. ↑  «مروری بر ۹ دوره انتخابات مجلس در کرمانشاه». خبرگزاری دانشجویان ایران (ایسنا). ۵ اسفند ۱۳۹۴. دریافت‌شده در ۲۳ فوریه ۲۰۱۸.